# Claus Bille
Claus Bille (født ca. 1490, død 4. januar 1558 på Lyngsgård, Skåne) til godserne Lyngsgård, Raabelev, Vandaas, Allinde og flere andre godser var en dansk ridder og rigsråd.
Han var af den uradelige slægt Bille som søn af rigsråd Steen Basse Bille og Magrethe Clausdatter Rønnov, og han var bror til ærkebiskop Torbern Bille. Han deltog i Stockholms blodbad og stod sammen med Søren Norby for arrestationerne af den svenske adel. Frederik den 1.'s regering satte pris på Claus Bille, og Billeslægten fik i denne periode større politisk magt og indflydelse end nogen anden.

## Ægteskab og efterkommere
Han blev den 31. januar 1524 gift med Lisbeth Jensdatter Ulfstand (ca. 1505-5. april 1540) og indgik derved forbindelse med en anden af tidens magtfulde slægter. Parret fik syv døtre og fire sønner, hvoraf to døde som små.
- Beate (1526-1605) (gift med Otte Thygesen Brahe (1518-71))
- Steen (1527-86) (gift med Kirsten Andersdatter Lindenov (eft. 1534-1612[2]))
- Jens (1531-75) (gift med Karen Eilersdatter Rønnow (død 4. april 1592))
- Magrethe (gift med Christoffer Johansen Lindenov)
- Sidsel (1528-80) (gift med Just Høeg 1515-57))
- Sophia (1529-87) (gift med Malte Jensen-Sehested (1529-92))
- Lisbeth (gift med Jens Trudsen Ulfstand)
- Birthe (gift med Christian Galde)
- Maren (1537-ca. 1607) (gift med Laurits Skram (1630-87)).